# باول هاريس (لاعب كريكت)
باول هاريس (2 نوفمبر 1978 في زيمبابوي - ) (بالإنجليزية: Paul Harris)‏ هو لاعب كريكت جنوب أفريقي. شارك مع منتخب جنوب أفريقيا الوطني للكريكت. أما مع النوادي، فقد لعب مع نادي وارويكشاير للكريكيت ‏ وImperial Lions ‏ ونادي الشماليين للكريكت ‏ وTitans (cricket team) ‏.

## وصلات خارجية
- باول هاريس على موقع إي آس بي آن كريك إنفو (الإنجليزية)